# 腫管蚜
腫管蚜（学名：Rhopalosiphonius deutzifoliae）为常蚜科腫管蚜屬下的一个种。